# Manghai Zhen
Manghai Zhen (kinesiska: 芒海, 芒海镇) är en köping i Kina. Den ligger i provinsen Yunnan, i den sydvästra delen av landet, omkring 450 kilometer väster om provinshuvudstaden Kunming. Antalet invånare är 5 641. Befolkningen består av 2 771 kvinnor och 2 870 män. Barn under 15 år utgör 27,0 %, vuxna 15-64 år 66 %, och äldre över 65 år 5,0 %.
Genomsnittlig årsnederbörd är 1 577 millimeter. Den regnigaste månaden är juli, med i genomsnitt 440 mm nederbörd, och den torraste är januari, med 4 mm nederbörd.